# Pixel Gun 3D
Pixel Gun 3D es un videojuego de disparos en primera persona lanzado el 2 de mayo de 2013 para iOS y Android. Fue desarrollado por el estudio estadounidense Lightmap y publicado por el estudio chipriota Cubic Games. Ambos adquiridos por Nexters en enero de 2022. De acuerdo a Cubic Games, el juego había superado las 100 millones de descargas en ese momento. Una versión para PC se publicó en Steam en 2024.

## Jugabilidad
Pixel Gun 3D es un juego de disparos en primera persona y battle royale que tiene más de 35 mapas y 1,000 tipos diferentes de armas. Tiene dos modos de juego generales: un modo de campaña para un jugador en el que el jugador debe matar monstruos como demonios y zombis, eventualmente teniendo que luchar contra jefes para progresar en la historia; y un modo en multijugador, en el que los jugadores compiten en diferentes modos en un mapa con diferentes reglas, teniendo que enfrentarse entre sí. Los modos de juego más conocidos, como el Deathmatch en multijugador, involucra a varios jugadores individuales luchando entre sí para alcanzar el mayor puntaje, mientras que en las "Peleas en equipo" involucran a dos equipos de jugadores luchando para ganar. El equipamiento y armamento del juego se puede comprar con las monedas obtenidas en las batallas multijugador, mientras que para el más exclusivo se le adquiere con gemas. Los jugadores pueden unirse a clanes, obtener mascotas, y personalizar a su personaje, ya sea con diferentes máscaras, sombreros, capas y botas. A esto también se le agrega que el juego tiene un editor de skins, con el que el jugador puede editar la apariencia de su personaje. La mecánica y los gráficos del juego son similares a los de Minecraft.

## Recepción
Pixel Gun 3D ha sido elogiado por su variedad de funciones, como armas, personalización de personajes y modos de juego. Felipe Vinha del sitio web brasileño TechTudo lo calificó de disfrutable, y Alex Avard de GamesRadar + consideró que el juego tenía "una sobrecarga de acción sensorial y un sabor visual cargado de momento a momento". El juego fue catalogado por Mark Langshaw y Avard de Gamezebo en 2018 y 2019 respectivamente como uno de los mejores juegos móviles de Battle Royale. Pocket Gamer clasificó a Pixel Gun 3D en 2021 como el 24.º mejor juego de disparos para dispositivos Android, y en 2022 como el 15.º mejor para iOS.
Mientras elogiaba el modo multijugador del juego, Mike Deneen de 148Apps encontró que el modo para un jugador era frustrante y poco interesante. Vinha criticó los molestos bugs y constantes anuncios.